# سماء مرقطة

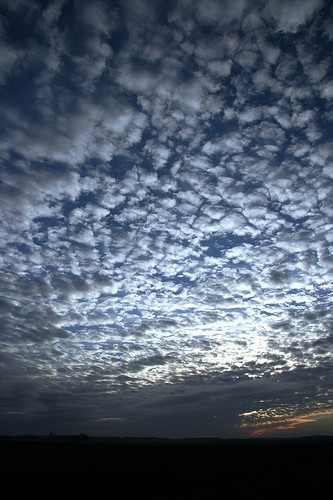
سماء مرقطة

السماء المرقطة (بالإنكليزية: Mackerel Sky) يستخدم هذا المصطلح للدلالة على سماء مغطاة بغيوم من جنس الركام المتوسط، أو السمحاق الركامي، حيث تبدو السماء حينئذ مخططة أو مموجة، لأن تلك الغيوم تأخذ في السماء إما شكلاً عدسياً، أو لوزياً، أو شكل كتل مستديرة تقريباً منتظمة على شكل خطوط، أو تبدو الغيوم بشكل خصل تفصل بينها فواصل خالية من أية غيوم تشاهد منها زرقة السماء، ومثل هذه السماء المرقطة تعرف أيضاً بالسماء المخططة، أو الهيدب.

## معرض صور

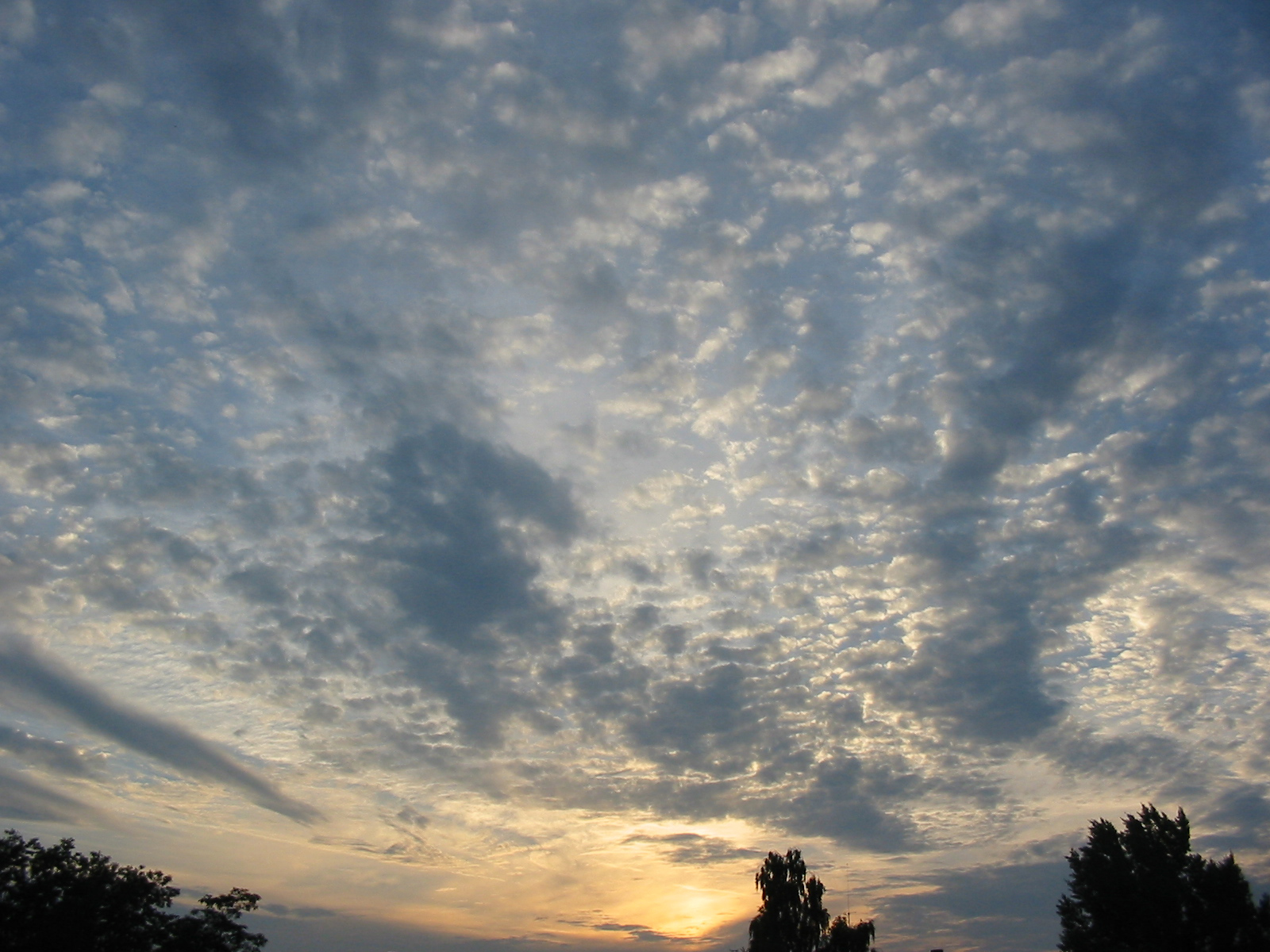
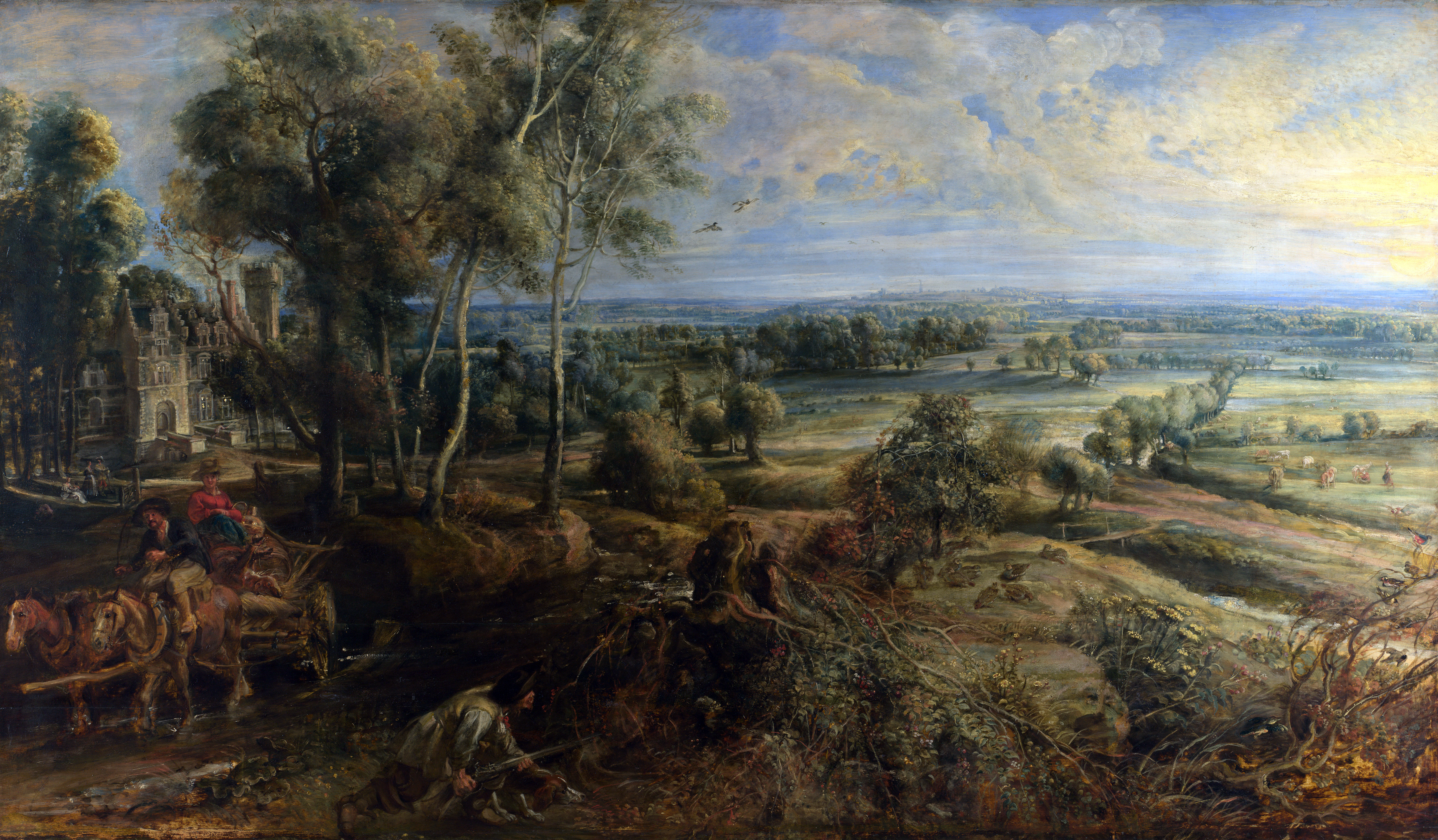
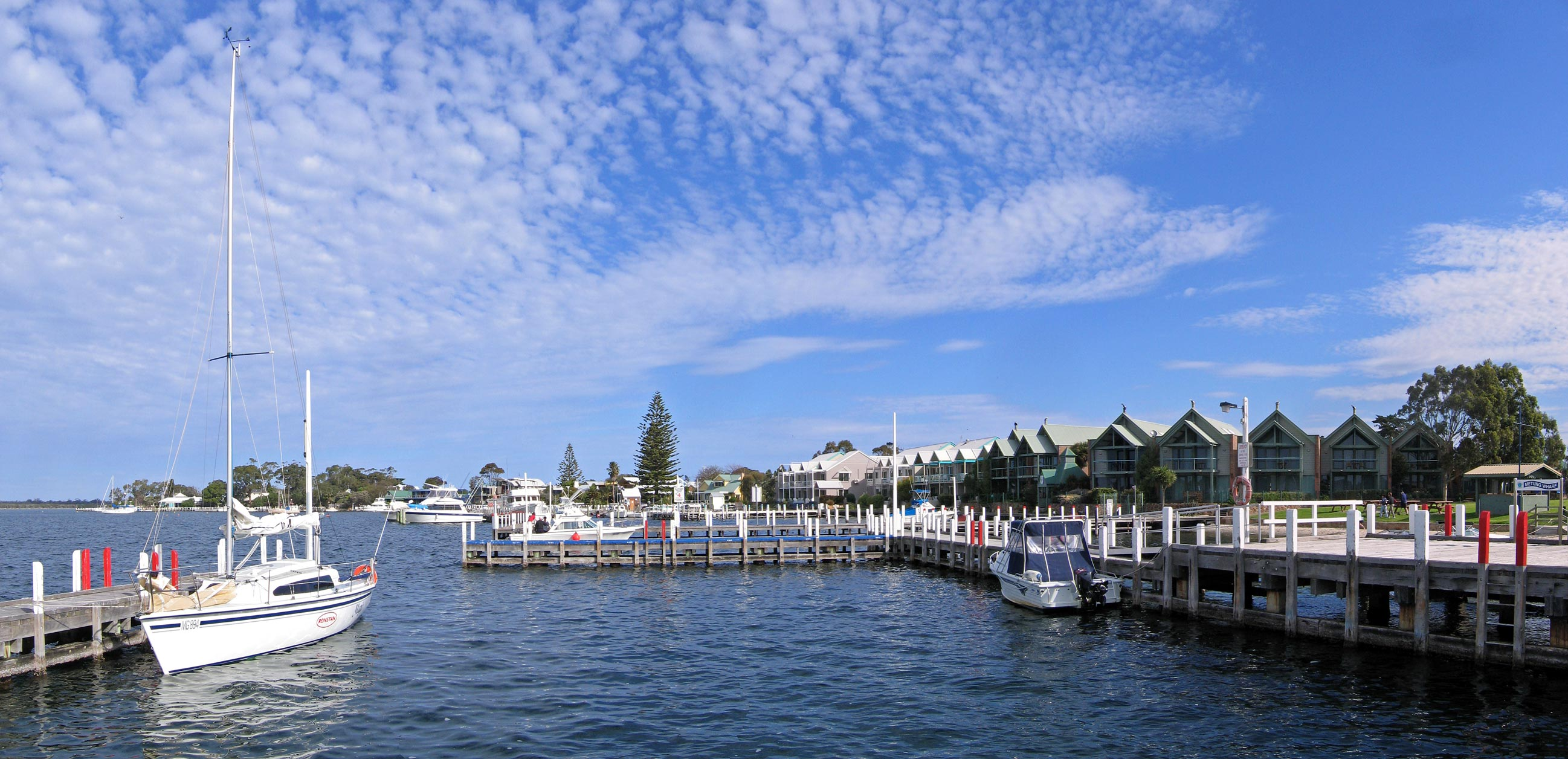
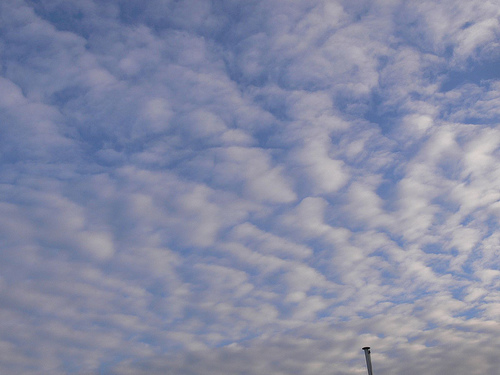

## المصدر
- المعجم الجغرافي المناخي